# August Klecha
August Klecha (* 28. August 1890 in Laurahütte in Oberschlesien; † 7. August 1963 in Frankfurt am Main) war ein deutscher Kaufmann, Politiker (NSDAP) und Mitglied des Provinziallandtages der Provinz Hessen-Nassau.

## Leben
August Klecha war ein Sohn des Bergmanns Johann Klecha und dessen Ehefrau Anna Gaida. Nach dem Erwerb der Mittleren Reife an der Mittelschule in Kattowitz absolvierte er eine kaufmännische Lehre bei den Vereinigten Königs- und Laurahüttenwerken und war dort bis 1912 tätig, als er seinen Militärdienst leisten musste. Nach dem Ersten Weltkrieg zog er nach Frankfurt am Main, wo er von 1921 bis 1924 als Schaffner bei der Deutschen Reichsbahn tätig war. In Bockenheim wurde er Besitzer eines Delikatessengeschäfts und übernahm von 1925 bis 1928 die Geschäftsführung in einem Hanauer Café. In Zeiten der Massenarbeitslosigkeit wurde auch er arbeitslos und trat zum 1. September 1929 in die NSDAP ein (Mitgliedsnummer 153.312). 1930 wurde er in der NSDAP-Gauleitung Hessen-Nassau hauptamtlicher Buchhalter und Gaukassenverwalter. Von 1932 bis 1938 war er Gaurevisor und anschließend bis zum Kriegsende Sachbearbeiter für das Fürsorgewesen im Gauschatzamt. 
1933 erhielt er ein Mandat für den letzten Nassauischen Kommunallandtag des preußischen Regierungsbezirks Wiesbaden bzw. für den Provinziallandtag der Provinz Hessen-Nassau. Zugleich hatte er einen Sitz in der Frankfurter Stadtverordnetenversammlung.

## Öffentliche Ämter
- Mitglied der Hauptversammlungen der  Hessen-Nassauischen Lebensversicherungsanstalt und der Landesversicherungsbank
- Vorstandsmitglied der Frankfurter Stadtsparkasse